# 阿萊姆王宮

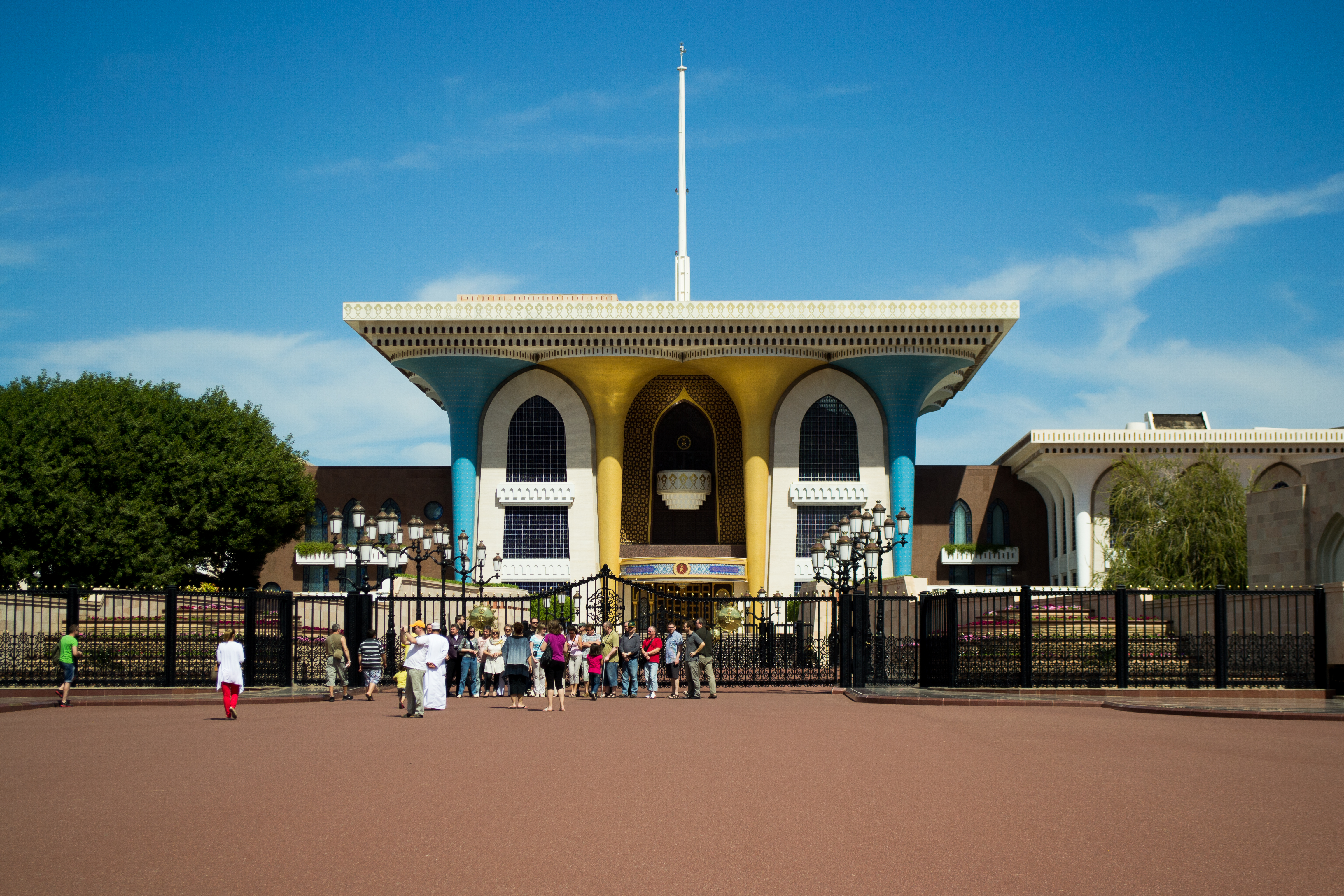
阿萊姆王宮正面觀

阿萊姆王宮（阿拉伯语：‎，羅馬化：Qaṣr al-ʿAlam，意為「旗之宮」）是阿曼首都馬斯喀特舊城區的王宮，為阿曼蘇丹的六座王宮之一。此王宮的歷史已逾200年，最早由苏丹·本·艾哈迈德（1792年至1804年在位）下令建造，建築現址正面為金色與藍色，建於1972年。王宮現不對公眾開放，遊客僅能在門口拍照。阿曼蘇丹將此王宮作為接待貴賓、舉行儀式的場所，如2012年蘇丹卡布斯·本·赛义德在此接見荷蘭碧翠絲女王。
王宮周邊的杰拉利堡與米拉尼堡皆為16世紀時葡萄牙人所建的要塞。

## 圖集

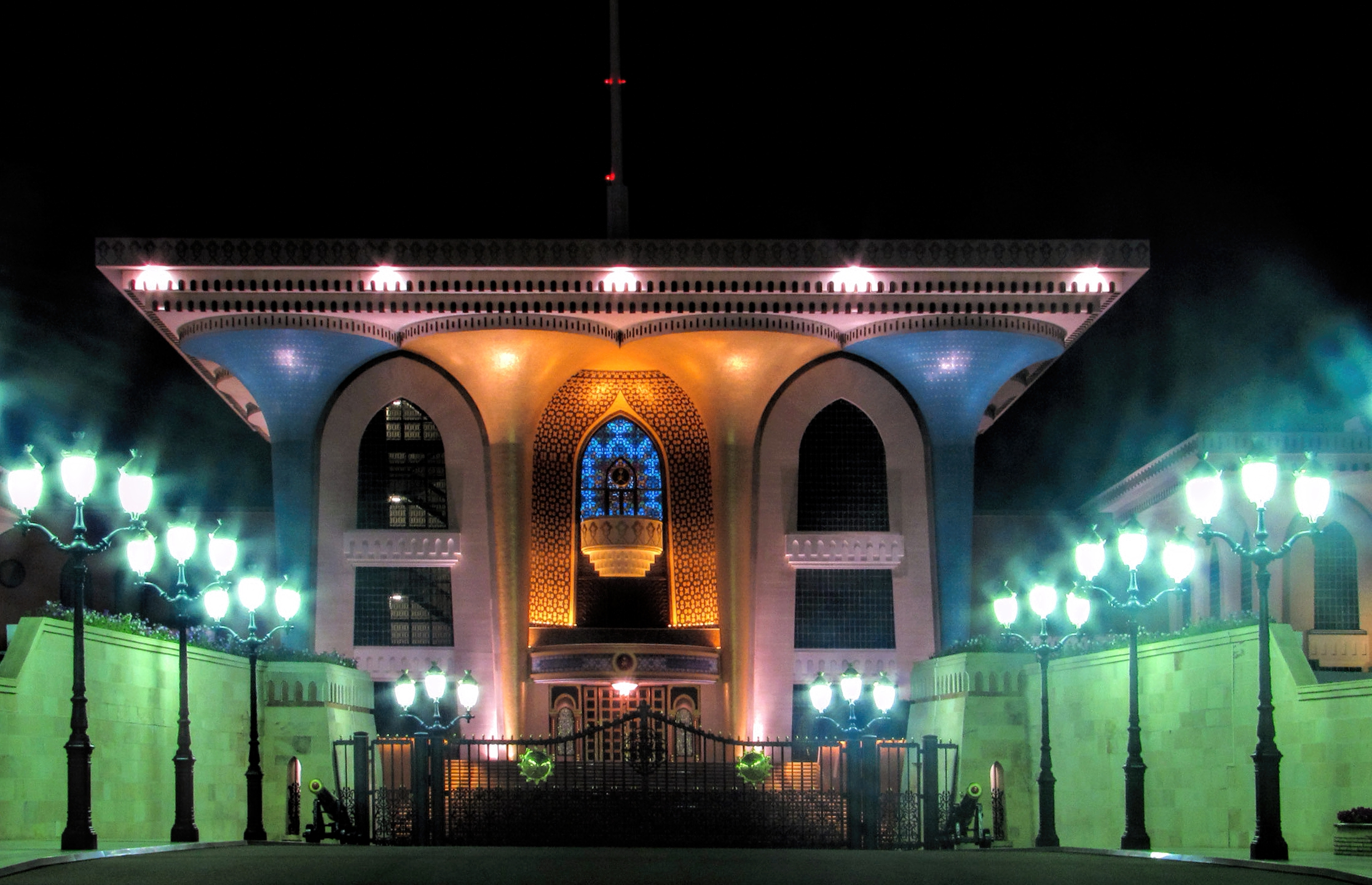
阿萊姆王宮夜景
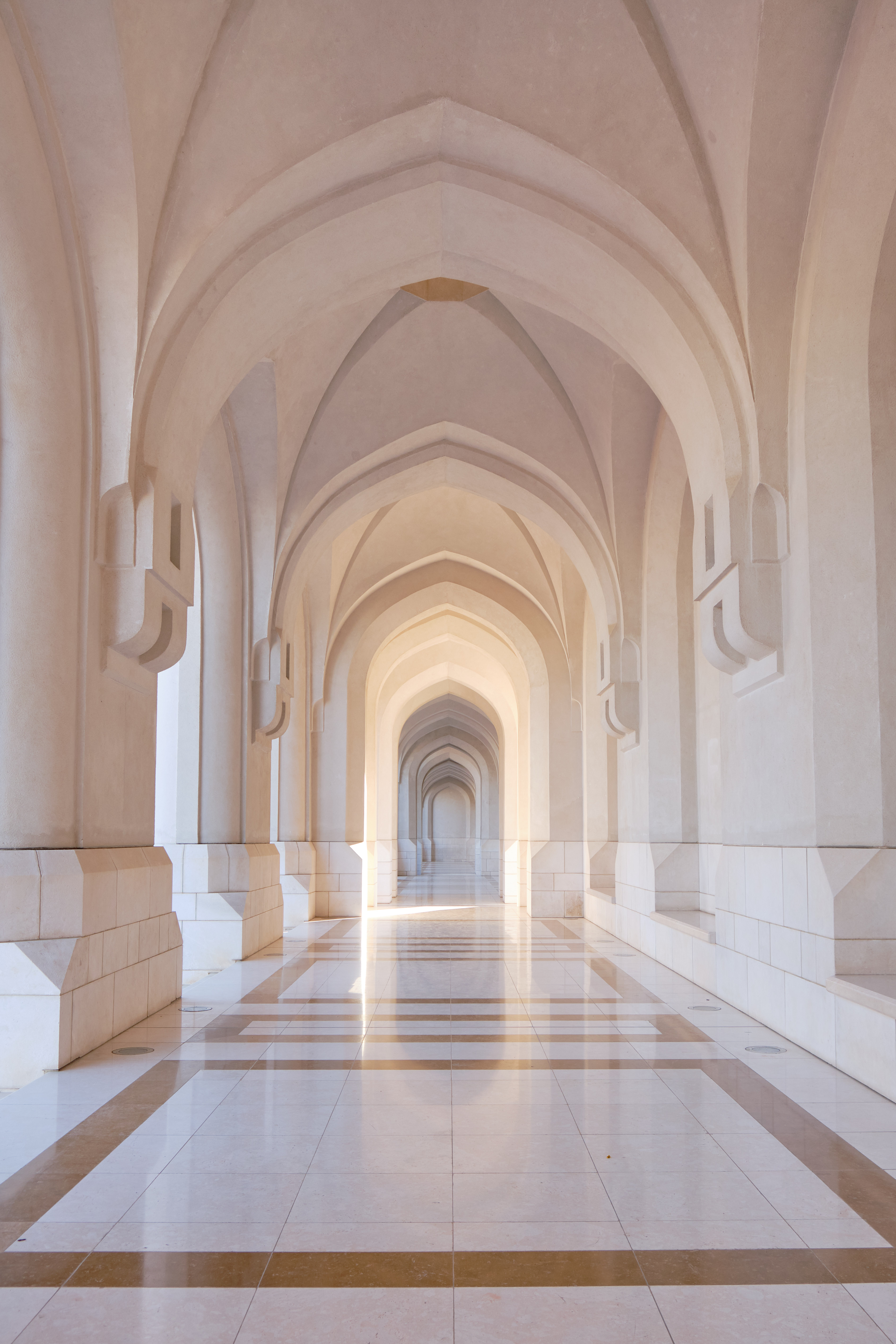
王宮內的迴廊
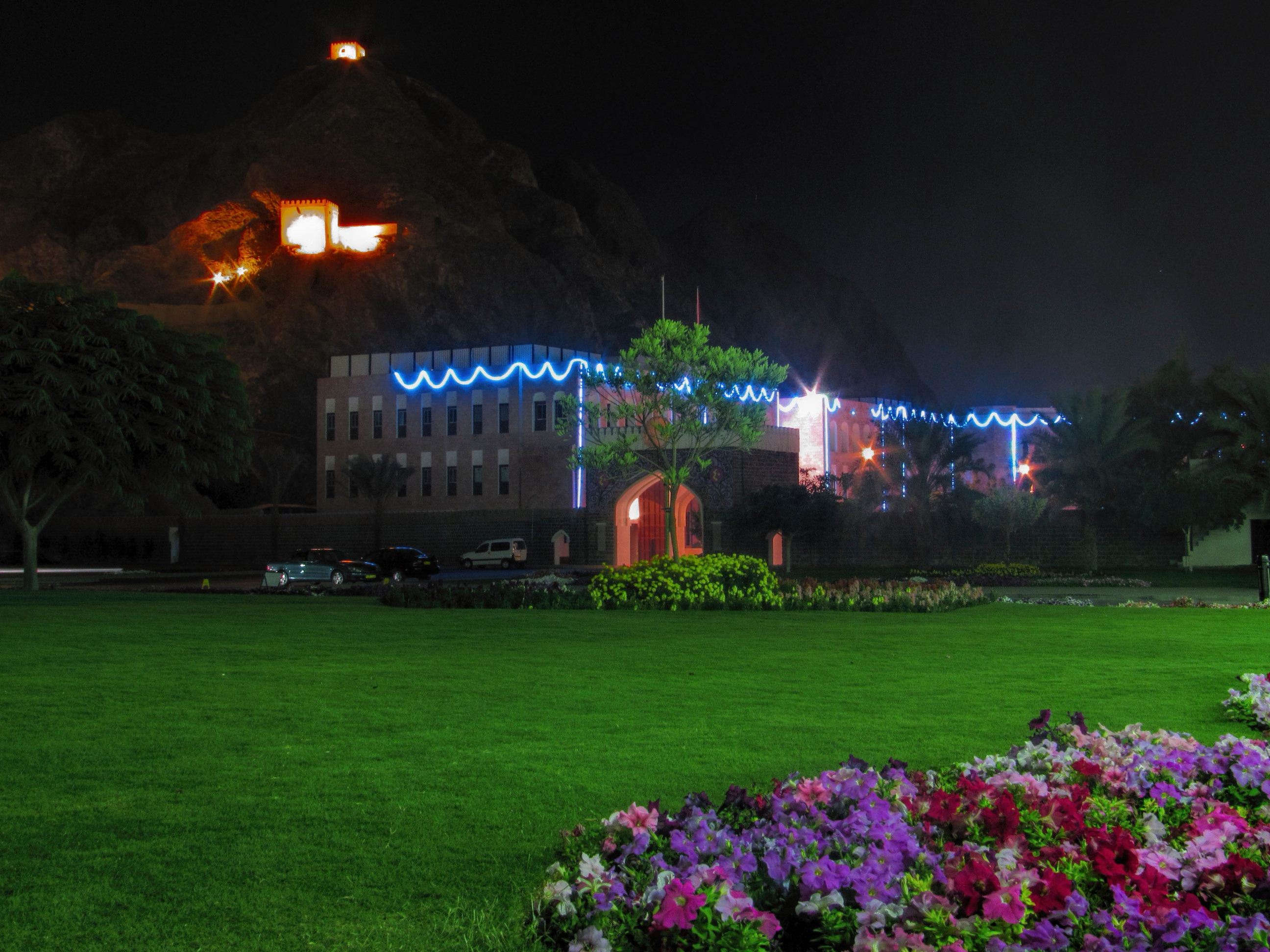
王宮旁的政府大樓